# Шермула
Шермула, чермула (араб. شرمولة) — маринад и соус тунисской кухни. Чаще всего в нём маринуют рыбу и морепродукты, реже мясо и овощи. После маринования рыбу и мясо жарят на гриле
Имеется два способа приготовления: традиционный, «сырой», который готовят на основе сока изюма из местной разновидности винограда, с добавлением тмина и уксуса; и «сухой», в виде смеси сушёных специй. Современная шермула также содержит изюм, но помимо него в этот вид входят пряные травы, гвоздика, корица, мускатный цвет и другие специи. Возможно добавление масла, лимонного сока, зиры, чеснока и соли, а в региональные разновидности — квашеных лимонов, лука, кинзы, острого и чёрного перца и шафрана. В Сфаксе шермулу подают с хлебом на ураза-байрам.
В марокканской версии в состав шермулы входят сушёная петрушка, зира, паприка, соль и чёрный перец.